# Иван Кръстев (министър)
Вижте пояснителната страница за други личности с името Иван Кръстев.
Иван Кръстев Каменов е български политик.

## Биография
Роден е на 29 януари 1938 година в село Безденица. През 1962 година завършва строително инженерство. В периода 1979 – 1986 година работи като генерален директор на ДСО „Промишлено строителство“. През 1989 година става първи заместник-министър на строителството, архитектурата и благоустройството, а от 1990 година и министър на строителството, архитектурата и благоустройството в правителството на Андрей Луканов..